# Filago cretensis
Filago cretensis ist eine Pflanzenart aus der Gattung der Filzkräuter (Filago) in der Familie der Korbblütler (Asteraceae).

## Merkmale
Filago cretensis ist ein einjähriger Schaft-Therophyt, der Wuchshöhen von 1 bis 6, selten bis 12 Zentimetern erreicht. Die Hüllblätter sind dünner. Die mittleren Hüllblätter weisen lediglich bis zum Mittelteil eine filzige Behaarung auf. Zur Fruchtzeit sind sie spreizend bis zusammenneigend, aber nicht eingebogen.
Die Blütezeit reicht von April bis Juni.

## Vorkommen
Filago cretensis kommt im Bereich der (Kard-)Ägäis vor. Die Art wächst in Phrygana und auf Brachland.

## Systematik
Von Filago cretensis werden 2 Unterarten unterschieden:
- Filago cretensis subsp. cretensis: Der Hauptstängel ist im Regelfall deutlich ausgebildet. Die Hüllblätter weisen eine ungefähr 0,5 bis 1 Millimeter lange, dünne Spitze auf. Die Unterart kommt in der (Kard-)Ägäis vor.

- Filago cretensis subsp. cycladum Wagenitz: Ein Hauptstängel ist nicht vorhanden. Die Hüllblätter sind entweder spitz oder besitzen eine Spitze die bis 0,5 Millimeter lang ist. Die Unterart kommt in der Kardägäis vor. Sie ist in der Regel auf Kleininseln anzutreffen und wächst auf Fels- und Sandküsten.

## Belege
1. 1 2 3 4 5  Ralf Jahn, Peter Schönfelder: Exkursionsflora für Kreta. Mit Beiträgen von Alfred Mayer und Martin Scheuerer. Eugen Ulmer, Stuttgart (Hohenheim) 1995, ISBN 3-8001-3478-0, S. 308.